# Nikóla
Nikóla är en ort i Grekland.   Den ligger i prefekturen Nomós Sámou och regionen Nordegeiska öarna, i den östra delen av landet, 290 km öster om huvudstaden Aten. Nikóla ligger 215 meter över havet och antalet invånare är 144. Den ligger på ön Samos.
Terrängen runt Nikóla är lite kuperad. Havet är nära Nikóla åt nordost. Runt Nikóla är det ganska tätbefolkat, med 124 invånare per kvadratkilometer. Närmaste större samhälle är Vathy, 0,89 km nordväst om Nikóla. 